# Nati nel 1088
| Questa pagina contiene informazioni ricavate automaticamente dalle voci biografiche con l'ausilio del template Bio e di un bot. L'aggiornamento è periodico e automatico e ricostruisce completamente la pagina. Se manca una persona in questa lista, sei pregato di non aggiungerla, ma accertati piuttosto che la sua voce biografica contenga il template Bio e che i dati anagrafici siano correttamente compilati. Se il template Bio manca, inseriscilo tu stesso o, in alternativa, metti l'avviso {{tmp\|Bio}} che ne segnala la mancanza. Se i dati riportati sono sbagliati, correggi direttamente la voce biografica; le modifiche saranno visibili in questa lista entro pochi giorni. Per chiarimenti vedi il progetto biografie. La lista contiene solo le 6 persone che sono citate nell'enciclopedia e per le quali è stato implementato correttamente il template Bio. Pagina aggiornata al 13 gen 2025. |

- Baldovino III di Hainaut, conte († 1120)
- Hemacandra, letterato, monaco giainista e filosofo indiano († 1173)
- Mahmud I Selgiuchide, sovrano turco († 1094)
- Piroska d'Ungheria, imperatrice bizantina († 1134)
- Tairrdelbach Ua Conchobair, re irlandese († 1156)
- Øystein I di Norvegia, re († 1123)